# Маркелія Людмила Володимирівна
Людмила Володимирівна Маркелія (нар. 27 січня 1935 року, Очамчира, Абхазька АРСР — пом. 11 листопада 2002, Севастополь, Україна) — радянська і українська актриса театру та кіно.

## Біографія
Людмила Маркелія народилася в ОчамчиріАбхазької РСР 27 січня 1935 року. Після закінчення семирічки навчалася в 1949—1952 роках в Херсонському фінансовому технікумі. Однак, після технікуму не стала працювати за спеціальністю, а вступила на акторський факультет ВДІКу (майстерня Юлія Райзмана). Ще навчаючись на трьетьому курсі дебютувала у фільмі «Гість з Кубані», а на 4-му зіграла роль Марусі в «Солдатах» Олександра Іванова.
Закінчила ВДІК у 1957 році і увійшла до трупи Московського театру імені М. М. Єрмолової, де грала до 1967 року. Потім закінчила режисерське відділення курсів з підготовки творчих працівників Центрального телебачення і з жовтня 1969 року по листопад 1971 року працювала режисером головної редакції науково-популярних і навчальних програм Центрального телебачення. У 1973—1974 роках була режисером навчальної теле-кіностудії при факультеті журналістики МДУ, а в 1974—1977 роки — асистентом режисера кіностудії «Мосфільм».
У середині 1980-х років виїхала з Москви до Севастополя. Померла 11 листопада 2002 року на 68 році життя від раку. Похована в Інкермані (Крим).

### Родина
- Батько — Володимир Васильович Маркелія, робітник, загинув під Севастополем у січні 1942 року.
- Мати — Валентина Олексіївна Попкова, робітниця.
- Брат — Руслан (помер).
- Сестра — Алла, живе в Грузії.
- Тітка — Елік (нар.. 1971).

## Творчість

### Роботи в театрі
- «Кохання назавжди» — Танечка
- «Злочин і покарання» — Поля
- «З новим щастям» — Єгорка
- «Клуб знаменитих капітанів» — Гекльберрі Фінн

### Фільмографія
1. 1955 — Гість з Кубані —  епізод
2. 1956 — Солдати — Маруся
3. 1960 — Обережно, бабусю! — Шура маленька
4. 1961 — Довгий день — Люся
5. 1979 — Дорослий син — шкідлива пасажирка
6. 1982 — Відкрите серце — дружина дяди Колі
7. 1983 — Гори, гори ясно — станочниця
8. 2004 — Євлампія Романова. Слідство веде дилетант 2 (Фільм шостий. «Сузір'я жадібних псів») —  епізод
9. 2005 — Херувим —  епізод